# Абу Убаида
Абу Убаида, Обаида или Обајдах (арап. أبو عبيدة; AD 728–825) Ма’мар ибн ул-Мутана био је рани муслимански учењак арапске психологије. Абу Убаида је био контроверзна личност; каснији учењак Ибн Кутајба је забележио да је Абу Убаида "мрзео Арапе", иако су његови савременици још увек сматрали да је он најпознатији научник његових година. Да ли је Абу Убаида стварно подржао Шубиија или не и даље је предмет стручне расправе.

## Биографија
Абу Убаида је говорио да је имао Јеврејске корене. У младости је био ученик Абу 'Амр ибн ел 'Ала', Јунус ибн Хабиба и Ел Ахфаш ел Акбара, а касније је био и савременик Ел Асма'ија, 803. године је био позван у Багдад од стране калифа Харуна ел Рашида. У једном инциденту који су опоисали бројни историчари, калиф Ел Рашид је ивео коња и питао и Ел Асма'и и Абу 'Убаида (који су такође обимно писали о зоологији) да ли би могли да идентификују тачне термине за сваки део коњске анатомије . Абу 'Убаида се ослободио изазова, рекавши да је био лингвиста и антолога, а не ветеринар; ел-Асма'и је затим скочио на коња, идентификовао сваки део свог тела и давао примере из бедуинске арапске поезије успостављајући изразе као прави арапски речник.
Био је један од најцењенијих и ауторитативнијих научника свога времена у свим питањима која се односе на арапски језик, антиквитете и приче, и стално су га наводили каснији аутори и преводиоци. Ел Џахиз га је сматрао најученијим човеком у свим гранама људског знања, а Ибн Хишам је прихватио његово тумачење чак и одломака у Курану. Иако Абу 'Убаидах није могао да рецитује један стих из Курана без чињења грешака у изговору, он се сматрао стручњаком о језичким значењима стихова, нарочито у погледу ретко коришћеног речника. Наслови 105 његових дела помињу се у Фихристу Ибн ел-Надима, а његова Књига дана је основа за делове историје Ибн ел-Атхира и Китаб ел Агани од Абуа ел Фараџ ел Исфаханиа, али чини се да ништа његово(осим песме) сада непостоји у независној форми.

## Оставштина
Тачна природа верских и етноцентричких погледа Абу Убаиде и даље је предемет расправе. Хамилтон Алекандар Роскен Гиб тврди да пре оптужби Ибн Кутаибаха вековима касније, нико није оптужио Абу Убаиду због предрасуда против Арапа; уместо тога, Гиб сматра да је то резултат његовог статуса као Хариџит, средњевековне секте муслимана различитих од Сунита и Шита. Хју Чисхолм се са тим не слаже, сматрајући да Абу Убаида није ни харијита нити расиста, већ да је једноставно подржавао Шубија и супротставио се идеји да су Арапи сами по себи супериорнији од других раса. По Чисолмовом опису, он је усхићен што је показао те речи, бајке, обичаје и сл., за које су Арапи веровали да су њихови, у ствари су произашли од Персијанаца. По овим питањима он је био велики ривал ел-Асма'ија. Ставови Абу Убаиде су се оштро разликовали у односу на арапски и Куран; он је негирао да је Куран садржао не-арапски речник, позицију са коју су касније коментирали неки као што је Ел Сујути.
Без обзира на контроверзе, утицај Абу Убаидаха је добро познат. Скоро половина свих информација о Арабији пре ислама које су каснији аутори наводили потицале су од Абу Убаида, а он је написао најранији тафсир или коментар Курана, који је био основа за објашњавање било ког стиха у пророчкој биографији коју је написао Ибн Хишам.